# Mouvements de jeunesse du Royaume-Uni
 (septembre 2021).
La mise en forme du texte ne suit pas les recommandations de Wikipédia : il faut le « wikifier ».
Les points d'amélioration suivants sont les cas les plus fréquents :
- Les titres sont pré-formatés par le logiciel. Ils ne sont ni en capitales, ni en gras.
- Le texte ne doit pas être écrit en capitales (les noms de famille non plus), ni en gras, ni en italique, ni en « petit »…
- Le gras n'est utilisé que pour surligner le titre de l'article dans l'introduction, une seule fois.
- L'italique est rarement utilisé : mots en langue étrangère, titres d'œuvres, noms de bateaux, etc.
- Les citations ne sont pas en italique mais en corps de texte normal. Elles sont entourées par des guillemets français : « et ».
- Les listes à puces sont à éviter, des paragraphes rédigés étant largement préférés. Les tableaux sont à réserver à la présentation de données structurées (résultats, etc.).
- Les appels de note de bas de page (petits chiffres en exposant, introduits par l'outil «  Source ») sont à placer entre la fin de phrase et le point final[comme ça].
- Les liens internes (vers d'autres articles de Wikipédia) sont à choisir avec parcimonie. Créez des liens vers des articles approfondissant le sujet. Les termes génériques sans rapport avec le sujet sont à éviter, ainsi que les répétitions de liens vers un même terme.
- Les liens externes sont à placer uniquement dans une section « Liens externes », à la fin de l'article. Ces liens sont à choisir avec parcimonie suivant les règles définies. Si un lien sert de source à l'article, son insertion dans le texte est à faire par les notes de bas de page.
- La présentation des références doit suivre les conventions bibliographiques. Il est recommandé d'utiliser les modèles {{Ouvrage}}, {{Chapitre}}, {{Article}}, {{Lien web}} et/ou {{Bibliographie}}. Le mode d'édition visuel peut mettre en forme automatiquement les références.
- Insérer une infobox (cadre d'informations à droite) n'est pas obligatoire pour parachever la mise en page.

Pour une aide détaillée, merci de consulter Aide:Wikification.
Si vous pensez que ces points ont été résolus, vous pouvez retirer ce bandeau et améliorer la mise en forme d'un autre article.
 (septembre 2021).
Si vous disposez d'ouvrages ou d'articles de référence ou si vous connaissez des sites web de qualité traitant du thème abordé ici, merci de compléter l'article en donnant les références utiles à sa vérifiabilité et en les liant à la section « Notes et références ».
 (septembre 2021).
Un « mouvement de jeunesse » signifie que le mouvement a été établi pour fournir des services aux jeunes de moins de 18 ans[Interprétation personnelle ?][source secondaire nécessaire]. Il existe beaucoup de mouvements de jeunesse au Royaume-Uni, y compris des mouvements militaires, des mouvements religieux, des mouvements politiques, et plein d'autres mouvements ou organisations.

## Mouvements militaires

### Air Training Corps
L'Air Training Corps est un mouvement de jeunesse du Royaume-Uni. Il est sponsorisé par la Royal Air Force et le Ministry of Defence, et la plupart du personnel du corps comprend des bénévoles.
L’adhésion des cadets peut commencer au début de l'année scolaire Year 8 (l'équivalent britannique de la « cinquième » française), et l’adhésion se termine quand les cadets ont 18 ans. Pendant leur adhésion, les cadets de l'Air Training Corps peuvent participer à de nombreuses activités comme le sport, le tir, l'avion, le deltaplane, et la fanfare, ainsi que de la formation, sanctionnée par un diplôme BTEC des études aéronautiques.